# Kudumangalore, Somvarpet
Kudumangalore là một làng thuộc tehsil Somvarpet, huyện Kodagu, bang Karnataka, Ấn Độ.